# Proentelodon
Proentelodon es un género extinto de mamíferos artiodáctilos de la familia Entelodontidae que vivió en Mongolia, durante el Eoceno medio. Fue encontrado en una zona llamada Khaichin Ula II, cuya zona pertenece a la formación Khaychin. Fue nombrado en el año 2008, por Vislobokova.